# Chuy (Uruguay)
Chuy is een stad in Uruguay gelegen in het departement Rocha. De stad heeft 10.401 inwoners (2004). Chuy ligt aan de grens met Brazilië en zit vast aan de stad Chuí. De hoofdstraat van beide steden vormt de landsgrens. Veel mensen gaan naar de steden toe omwille van het grote aantal Free Shops (taxfreewinkels). De grensovergang tussen beide steden ligt op de hoofdroute tussen Montevideo en Porto Alegre.

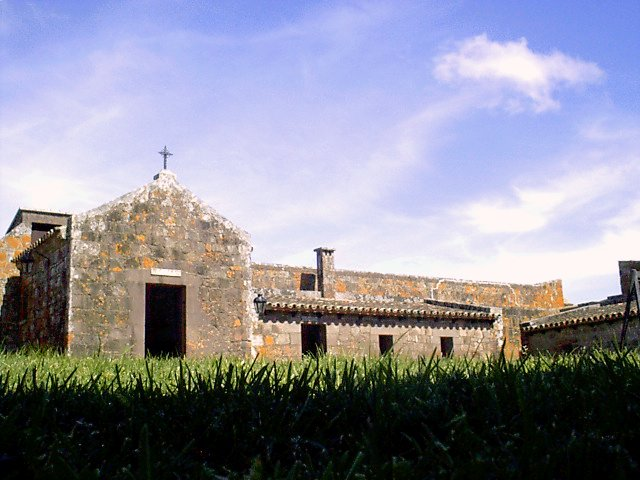
Kapel